# 어린이 프로그램
어린이 프로그램(Children's program) 또는 차일드 쇼(Children's Show)은 저연령층 대상으로 지능 · 지식 전달을 위해 아이의 전인적 발달과 성장에 필요한 놀이 장르별 편성하는 텔레비전 프로그램과 콘텐츠 공급한다.

## 특징
- 어린이를 소재로 한 프로그램은 일반적으로 교육, 오락, 동화, 애니메이션 등 포함되는 경우도 있다.
- 1995년 케이블TV 도입한 이후[1], 2000년대에 지상파 채널[2]이 압도하였으며, 지상파 시청률이 급락한 2010년대 이후에는 OTT(온라인 동영상 플랫폼)에 콘텐츠 수요 증가로 시대적 흐름에 따라 변모하고 있다. 이는, 다매체 다채널 시대에 KT와 SK브로드밴드 등 선후발업체의 IPTV 서비스가 상용화되면서 가입자 수가 포화 상태에 이르기 시작하자마자 어린이들의 생활패턴이 급격히 변화되는 추세에 따라, 더 이상 지상파 방송에서 시청률을 기대할 수 없다는 판단이 나온 것으로 분석된다.

## 방송 채널

### 대한민국
- 한국교육방송공사 (지상파)
- 대교어린이TV
- 대교 노리Q
- 재능TV
- KBS Kids
- EBS 플러스 2
- EBS KIDS
- 브라보키즈
- 키즈TV
- 육아방송
- 투니버스
- 캐리TV
- 지니 TV 키즈랜드
- B tv 키즈존
- U+ TV 아이들나라 2.0
- KT스카이라이프 키즈랜드

### 미국
- 카툰 네트워크
- 디즈니 채널
  - 디즈니 XD
  - 툰 디즈니
- 니켈로디언
- 부메랑
- 디스커버리 패밀리
- 유니버설 키즈

### 영국
- CBBC
- CBeebies
- CITV

### 일본
- 키즈 스테이션

## 미디어 플랫폼
- 유튜브 키즈
- 키즈토피아

## 같이 보기
- 아동 만화
- 아동 문학
- 어린이 드라마
- 대한민국의 애니메이션 의무 편성 제도
- 교육 프로그램